# اچ‌ام‌ای‌اس کالگورلی
اچ‌ام‌ای‌اس کالگورلی (به انگلیسی: HMAS Kalgoorlie) یک کشتی است که طول آن ۱۸۶ فوت (۵۷ متر) می‌باشد. این کشتی در سال ۱۹۴۱ ساخته شد.